# Olga Zubarry
Olga Zubarry (geboren als Olga Adela Zubarriaín am 30. Oktober 1929 in Buenos Aires, Argentinien; gestorben am 15. Dezember 2012 ebenda) war eine argentinische Filmschauspielerin. Sie war über 50 Jahre als Schauspielerin aktiv.

## Karriere
1943 begann sie als Statistin in den Lumiton-Studios. Drei Jahre später, 1946, gab sie ihr Filmdebüt im Film El Ángel Desnudo, mit dem sie sofort den Durchbruch schaffte. In diesem Film war sie die erste Argentinierin, die nackt in einem argentinischen Film mitspielte, wobei ihr entblöster Rücken sichtbar war. Für ihre Darstellung erhielt sie den Cóndor de Plata als Newcomerin des Jahres. Zu dieser Zeit galt sie als eine der populärsten jungen Schauspielerinnen. 1950 trennte Zubarry sich von Lumiton, um freiberufliche Schauspielerin zu werden. Seitdem konzentrierte sie sich hauptsächlich auf ihre Filmkarriere. 1953 und 1955 gewann sie jeweils den Cóndor de Plata für ihre Auftritte in El Vampiro Negro und Marianela. 1961 erhielt sie die Concha de Oro (Filmfestival von San Sebastián) für ihre Darstellung im Film Hijo de Hombre. Ab den 1970ern trat sie vermehrt in TV-Filmen und -Serien auf.
Ihren letzten Auftritt hatte sie 1997 im Film Plaza de Almas, für den sie erneut mit dem Cóndor de Plata ausgezeichnet wurde. 1998 wurde sie für den gleichen Film mit dem Premio ACE ausgezeichnet.

## Privates
Seit 1997 lebte sie von der Schauspielerei zurückgezogen. Zubarry war mit Juan Carlos Garate, Filmproduzent und Regisseur, verheiratet, der 2007 verstarb. Sie hatte zwei Töchter. Sie verstarb am 15. Dezember 2012.

## Filmografie
- 1943: Dieciséis años
- 1943: Safo, historia de una pasión
- 1944: La pequeña señora de Pérez
- 1945: Las seis suegras de Barba Azul
- 1946: No salgas esta noche
- 1946: Adán y la serpiente
- 1946: El ángel desnudo
- 1948: Los pulpos
- 1948: La muerte camina en la lluvia
- 1949: Yo no elegí mi vida
- 1949: Valentina
- 1950: Yo quiero una mujer así
- 1950: Abuso de confianza
- 1950: El extraño caso del hombre y la bestia
- 1951: ¡Qué hermanita!
- 1951: La comedia inmortal
- 1951: El baldío
- 1952: Ellos nos hicieron así
- 1953: Mercado negro
- 1953: Der Würger geht durch die Stadt (Originaltitel, spanisch: El vampiro negro)
- 1953: Tres citas con el destino
- 1954: Sucedió en Buenos Aires
- 1955: Vida nocturna
- 1955: Concierto para una lágrima
- 1955: Marianela
- 1955: De noche también se duerme
- 1955: La simuladora
- 1955: Pecadora
- 1958: Die fremden Götter (Originaltitel: Los dioses ajenos)
- 1958: El candidato
- 1959: La sangre y la semilla
- 1959: En la vía
- 1960: Las furias
- 1960: Todo el año es Navidad
- 1961: Zur Ewigkeit verdammt (Originaltitel: La sed)
- 1961: FBI... es war Mord (Originaltitel: A hierro muere)
- 1962: Misión 52
- 1964: Proceso a la conciencia
- 1965: Los guerrilleros
- 1965: Ahorro y préstamo... para el amor
- 1968: Asalto a la ciudad
- 1968: Amor y un poco más
- 1969: Somos novios
- 1969: Invasión
- 1970: El hombre del año
- 1970: Matrimonios y algo más (Fernsehserie, 3 Folgen)
- 1971: Un hombre extraño (Fernsehfilm)
- 1971: Narciso Ibáñez Menta presenta (Fernsehserie, 1 Folge)
- 1971: Ciclosis (Fernsehserie, 19 Folgen)
- 1971: Estación retiro (Fernsehserie, 208 Folgen)
- 1972: Mi hijo Ceferino Namuncurá
- 1973: Si se calla el cantor
- 1973: Qué vida de locos! (Fernsehserie, 19 Folge)
- 1974: El encanto del amor prohibido
- 1974: La Mary
- 1974: El regreso (Fernsehfilm)
- 1974: La zarpa (Fernsehfilm)
- 1974: ¡Qué viudita es mi mamá (Fernsehserie, 53 Folgen)
- 1974: Narciso Ibáñez Serrador (Fernsehserie, 2 Folgen)
- 1975: El inquisidor
- 1975: Las procesadas
- 1975: Tu rebelde ternura (Fernsehserie, 74 Folgen)
- 1976: Los chicos crecen
- 1977: La nueva cigarra
- 1977: Crecer de golpe
- 1977: Aventura '77 (Miniserie, 19 Folgen)
- 1978: Mi mujer no es mi señora
- 1978: Nuestro encuentro (Fernsehserie, 19 Folgen)
- 1979: Propiedad horizontal (Fernsehserie, 19 Folgen)
- 1979: El león y la rosa (Fernsehserie, 39 Folgen)
- 1979: La posada del sol (Fernsehserie, 19 Folgen)
- 1980: Desde el abismo
- 1980: Hombres en pugna (Fernsehfilm)
- 1981: Los especiales de ATC (Fernsehserie, 1 Folge)
- 1981: Laura mía (Fernsehserie, 60 Folgen)
- 1982: Los pasajeros del jardín
- 1982–1983: Nosotros y los miedos (Fernsehserie, 28 Folgen)
- 1982: ¿Somos?
- 1984: Los tigres de la memoria
- 1985: Rückkehr in den Tod (Originaltitel: Contar hasta diez)
- 1985: Heißer Mond (Originaltitel: Luna caliente)
- 1984–1985: Situación límite (Fernsehserie, 20 Folgen)
- 1985: La única noche (Fernsehserie, 19 Folgen)
- 1986: En busca del brillante perdido
- 1988: De fulanas y menganas (Fernsehserie, 5 Folgen)
- 1990–1991: Atreverse (Fernsehserie, 3 Folgen)
- 1991: Socorro, sobrinos (Fernsehserie, 3 Folgen)
- 1992: Amores (Fernsehserie, 3 Folgen)
- 1992: El precio del poder (Fernsehserie, 39 Folgen)
- 1997: Plaza de almas
- 1997: El ángel y el escritor (Kurzfilm)
- 2012: El Tabarís, lleno de estrellas (Fernsehfilm)

## Auszeichnungen
- Cóndor de Plata: 1946, 1997
- Concha de Oro: 1961
- Premio Martín Fierro: 1989
- Premio Konex: 1991

## Weblink
- Olga Zubarry bei IMDb

| Personendaten    | Personendaten                        |
| ---------------- | ------------------------------------ |
| NAME             | Zubarry, Olga                        |
| ALTERNATIVNAMEN  | Adela Zubarriaín, Olga (Geburtsname) |
| KURZBESCHREIBUNG | argentinische Filmschauspielerin     |
| GEBURTSDATUM     | 30. Oktober 1929                     |
| GEBURTSORT       | Buenos Aires, Argentinien            |
| STERBEDATUM      | 15. Dezember 2012                    |
| STERBEORT        | Buenos Aires, Argentinien            |